# NGC 835
NGC 835 is een balkspiraalstelsel in het sterrenbeeld Walvis. Het hemelobject werd op 28 november 1785 ontdekt door de Duits-Britse astronoom William Herschel.

## Synoniemen
- PGC 8228
- MCG -2-6-31
- IRAS02069-1022
- MK 1021
- HCG 16A
- Arp 318
- KUG 0206-103